# Harry Potter-szakkönyvek listája
A J.K. Rowling angol írónő által kitalált Harry Potter-sorozatban előforduló fiktív könyvek (tankönyvek, szakácskönyvek és egyéb szakkönyvek) listája, szerző szerinti ábécésorrendben. Az ismeretlen szerzőjű könyvek a lista végén találhatók a cím sorrendjében.
- Bircsók, Bathilda: A mágia története
- Dabrak, Miranda: Varázslás(tan) alapfokon, I-VI.
- Fushel, Wilbert: Defenzív mágia elmélete
- Goffrid, Adalbert: Modern varázsláselmélet
- Imago, Inigo: Álom a jóslásban
- Lockhart, Gilderoy: Egy elbűvölő ember
- Lockhart, Gilderoy: Jószomszédom, a jeti
- Lockhart, Gilderoy: Kártevőkalauz
- Lockhart, Gilderoy: Kirándulások a kísértetekkel
- Lockhart, Gilderoy: Szakvéleményem szellemügyben
- Lockhart, Gilderoy: Túrák a trollokkal
- Lockhart, Gilderoy: Vándorlások egy vérfarkassal
- Lockhart, Gilderoy: Véres napok Vámpírföldön
- Lockhart, Gilderoy: Viszonyom a Vasorrúval
- Hushpush, Tudor: A kviddics évszázadai
- Hushpush, Tudor: A Wigtown Wanderers varázslatos játéka
- Hushpush, Tudor: Az őrült röptű ember („Durrbele” Dai Llewellyn életrajza)
- Hushpush, Tudor: Gondolatok a gurkóról – Védekezési stratégiák a kviddicsben
- Mixel, Arsenius: Ismerkedés a varázsitalokkal
- Pete, Mordicus: A földhözragadtság filozófiája. Miért boldogítja a muglikat a tudatlanság?
- Pokeby, Gulliver: Miért nem haltam meg az augurey szavára?
- Reskesh, Quentin: A sötét erők. Önvédelmi kalauz
- Ripsropsky, Emeric: Az átváltozásról kezdőknek
- Salmander, Göthe: Legendás állatok és megfigyelésük
- Scrimgeour, Brutus: A terelők bibliája
- Spora, Phyllida: Ezer bűvös fű és gomba
- Stalk, Blenheim: Muglik, akik tudják
- Tinctor, Libatius: Bájitaltan haladóknak
- Umfraville, Quintius: A varázslók nemes sportja
- Vablatsky, Cassandra: A Jövő zenéje
- Vindictus, Viridián: Átkok és ellenátkok avagy: hogyan bűvöljük el barátainkat és hozzuk zavarba ellenségeinket a legújabb ártásokkal, úgymint hajhullasztás, lábcsuklasztás, nyelvcsomózás, satöbbi, satöbbi
- Vitrol, Rita: Hírnév és hazugságok (Albus Dumbledore élete)
- Wigworthy, Wilhelm: A brit muglik társasági és magánélete
- Worple, Eldred: Vértestvérek – Életem a vámpírok között

Ismeretlen szerzőjű könyvek
- Az alapátkok és ellenvarázslataik kompendiuma
- Az ártásokról ártatlanoknak
- Átváltozástanról haladóknak
- Átváltozástanról kezdőknek
- Bolondos bűbájok mókás mágusoknak
- Bogar bárd meséi
- A bűbájtan fejlődése
- Bűvöljünk becsináltat!
- A defenzív mágia gyakorlata és használata a sötét varázslatokkal szemben
- Európai mágusiskolák összehasonlító értékelése
- Feketemágia felvirágzása és bukása
- A feketemágia megszelídítése
- A Földközi-tenger mágikus vízinövényei és tulajdonságaik
- Halálos ómenek avagy: mi a teendőnk, ha a sorsunk megpecsételődött?
- Harc az arctalannal
- Haydanaba hasznalatos Bübayoc és Szemfenvesztesec
- Háztáji sárkánytenyésztés
- A hippogriffek lélektana
- Hogyan fedezzük fel rejtett képességeinket és mihez kezdjünk velük?
- Humanoid rémlények megítélésének modern irányelvei
- Huszadik századi mágiatörténet címszavakban
- Jómadár-e a lómadár? Adalékok a hippogriffek agresszivitásának vizsgálatához
- Kormos kristálygömb
- Kvinteszencia-kutatás
- Lakomák varázsütésre
- Láthatatlanság láthatatlan kézikönyve
- Leggyakoribb mágikus kórok és nyavalyák
- Leghatóbb ördöngös italoc
- Legsetétebb mágia
- Mágikus hieroglifák és logogramok
- A mélység monstrumai
- Mérges gombák enciklopédiája
- Modern mágiatörténet
- Nagy-Britannia és Írország őshonos sárkányfajai
- Nézz szembe a jövővel avagy: felkészülés a kínos meglepetésekre
- A numerológia új elmélete
- Ősi rúnák közérthetően
- Pálcán kínált megoldások
- Pofás trükkök trükkös pofáknak
- Repülj a Csúzlikkal
- Roxfort története
- Sárkánybarátok kézikönyve
- A seprűápolás kézikönyve
- Speciális varázslástani problémák és megoldásaik
- Spellmann Szótagképtár
- Süteménymágia
- Száz fontos rontás hirtelen haragúaknak
- Szörnyek szörnyű könyve
- Teóriák a transzszubsztanciális transzformációról
- Tizenkét bombabiztos módszer boszorkányok elbűvölésére
- A tojástól a pokol tüzéig
- Varázslás modernkori fejlődése
- A varázsló önvédelme
- Varázsművészet a középkorban
- Véres száj, érző szív
- A világ húsevő fái
- XVIII. századi ártások antológiája